# تشاد باريت (لاعب كريكت)
تشاد باريت (بالإنجليزية: Chad Barrett)‏ (22 مايو 1989 في جنوب أفريقيا - ) هو لاعب كريكت جنوب أفريقي. لعب مع نادي مقاطعة نورثامبتونشير للكريكت ‏.

## وصلات خارجية
- تشاد باريت على موقع إي آس بي آن كريك إنفو (الإنجليزية)